# Dikès
Dikès, de son nom complet Yahia Dikès, né à Khemis Miliana en 1968, est un chanteur, auteur, compositeur franco-algérien d'origine kabyle.

## Biographie
Bercé par la musique traditionnelle touareg algérienne, il étudie à la Médersa, erre dans divers pays d'Europe avant d'arriver en France, à Paris dans les années 1990 où il apprend le français et où il se forme au Théâtre du Fil à Savigny-sur-Orge (91).
Son premier album A vif est co-produit par France Culture. Stéphane Cadé et Florent Vintrigner (membre de la Rue Ketanou également passé par le Théâtre du Fil) signent une partie des textes. L'album se conclut par une reprise de Jacques Brel, que Dikès cite comme modèle.
Il collabore par la suite avec le multi-instrumentiste Mathias Duplessy qui arrange ses deux albums suivants,.
Jusqu'en 2010, il a fait partie du collectif Mon côté punk avec des membres de La Rue Kétanou et d'autres musiciens et auteurs dont Loïc Lantoine et Thézame Barrême.

## Discographie

### Albums personnels
- 1999 : A vif
- 2001 : Le fil
- 2009 : D'Jolo

### AvecMon côté punk
- 2005 : Mon côté punk

### Participations
- 2001 : apparaît dans le film Les âmes câlines de Thomas Bardinet[3]
- 2002 : La Rue Kétanou : Y'a des cigales dans la fourmilière,
- 2005 :  chanson les oiseaux du voyage, enregistrée en 2002 avec le groupe Debout sur le zinc, utilisée dans la bande originale du film Ze Film de Guy Jacques,
- 2005 :  chanson La pantomime du groupe Debout sur le zinc sur l'album Les promesses
- 2008 :  chanson tu m'éveilles avec le groupe Kwak.